# Dong Haichuan
Dong Haichuan 董海川 (cinese) (Wenanxian, 13 ottobre 1797 – Pechino, 25 ottobre 1882) è stato un insegnante cinese.
Dong Haichuan (董海川) è da molti considerato il fondatore dello stile di arti marziali cinesi, Baguazhang. È nato nel villaggio Zhujiawucun (朱家坞村), nella zona di Wen'an (文安县), in provincia di Hebei. Secondo alcuni sarebbe nato nel 1797, per altri nel 1813. Alcuni forniscono date completamente differenti.
In origine si sarebbe chiamato Dong Mingkui (董明魁).

## Biografia
Il giovane Dong era appassionato di arti marziali e divenne presto famoso per la sua abilità.
Circa dal 1853, Dong Haichuan intraprende un lungo viaggio attraverso la Cina. In particolare si sarebbe recato in Jiangsu, Anhui e per alcuni addirittura in Sichuan. Durante questo viaggio egli avrebbe appreso i principi della Camminata in Cerchio.  Egli avrebbe ricevuto gli insegnamenti di un eremita taoista dei monti Jiuhuashan (九华山) in Anhui, il cui nome secondo alcuni autori sarebbe Bi Dengxia (畢澄霞).
Nel 1864 circa, Dong si trasferì a Pechino dove lavorò alle dipendenze del Principe Su. Nel palazzo di questo principe, Dong si rivelò come incredibile praticante di arti marziali.

## Studenti
Sulla stele commemorativa eretta nel 1883 sulla sua tomba, si possono leggere i nomi di 56 discepoli di Dong Haichuan.
Si dice che i nomi su questa stele appaiano nell'ordine in cui Dong avrebbe iniziato ad insegnare, partendo dal suo primo studente, Yin Fu, per arrivare all'ultimo.Cheng Tinghua appare al quarto posto, prima di lui Ma Weiqi e Shi Jidong (rispettivamente secondo e terzo). È risaputo che Dong Haichuan accettava solo studenti che erano già esperti di un altro stile di arti marziali; infatti Dong insegnava il Baguazhang basandosi su ciò che già i suoi allievi conoscevano.
Questo è l'elenco di una parte degli allievi di Dong Haichuan:
- Yin Fu (尹福)
- Cheng Tinghua (程廷华);
- Ma Weiqi (馬維祺)
- Shi Jidong (史計棟)
- Song Changrong (宋長榮)
- Song Yongxiang (宋永祥)
- Wei Jixiang (魏吉祥)
- Fan Zhiyong (樊志涌)
- Gu Buyun (谷步雲)
- Liu Baozhen (劉寶真)
- Liang Zhenpu (梁振蒲)
- Liu Fengchun (劉鳯春)
- Si Yuangong (司元功)